# Schallundrauchagency
schallundrauch agency ist eine österreichische Tanz- und Performancegruppe.

## Gründung und Wirken
Die schallundrauch agency wurde von Gabriele Wappel und Janina Sollmann 2003 in Wien gegründet und realisiert hauptsächlich Produktionen im Bereich Theater, Tanz und Performance für junges Publikum. Die Stücke und Performances entstehen im Probenprozess aus einer autobiografischen Auseinandersetzung mit dem jeweiligen Thema und verbinden Tanz, Live-Musik und Storytelling.
Die Produktionen der schallundrauch agency richten sich meist an ein junges Publikum, wobei die Stücke für Kinder und Jugendliche auch immer deren erwachsene Begleiter ansprechen. Die Performances und Stücke greifen vielseitige Themen auf und finden in den verschiedensten Ereignissen Gestalt: Bühnenstücke, Straßenperformances, Wohnzimmererlebnisse, Pannenbusfahrten, lebendige Museen, Flashmobs, Picknickperformances, bekrabbelbare Performances, story-telling nach Sanduhrtaktung und viele andere Formate.
2012 gewann die schallundrauch agency den stella 12 für die Produktion "6."
Neben Auftritten in Wien tourt die schallundrauchagency und spielt auf renommierten Festivals wie dem Internationalen Theaterfestival SCHÄXPIR.

## Rezeption
Als zentrale künstlerische Merkmale der schallundrauch agency nennt die Theaterkritikerin Ditta Ruddle: "Die Merkmale der schallundrauch agency sind die Authentizität der Mitwirkenden, die sich auf sehr persönliche Weise mit den Themen auseinandersetzen, und die unbekümmerte Lockerheit ihres Spiels, das alle Formen der darstellenden Kunst beinhaltet." Heinz Wagner vom Kurier nennt die Arbeitsweise der schallundrauchagency "witzig".

## Produktionen (Auswahl)
- 2023 Platz da! (7+) Uraufführung im Dschungel Wien
- 2022 Waldrapp (4+) Uraufführung im Dschungel Wien
- 2021 Esel (12+) Uraufführung im Dschungel Wien
- 2020 Ladenhüter digital für Lesofantenfest 2.020
- 2020 Original (10+) Uraufführung im Dschungel Wien
- 2020 #Stillleben 2020 digital auf instagram und facebook
- 2019 Montag (11+) Uraufführung und WA im Dschungel Wien
- 2019 Große Sachen (3+) Uraufführung und diverse WAs im Dschungel Wien
- 2018 Parole Haifisch (6+) für alle ab 6 Eröffnung der Theatersaison im Dschungel Wien
- 2018 Björn ohne Bretter (6+ und 14+) Uraufführung im Dschungel Wien
- 2017 Gott und die Welt Eröffnung der Theatersaison 2017/18 im Dschungel, für den Stella 2018 nominiert.
- 2017 CD „LAUF POPO LAUF“, Kinderlieder-CD
- 2017 Ball, Baum, Taube (1,5+) Uraufführung im Dschungel Wien. Diverse Gastspiele und Wiederaufnahmen.
- 2016 Rauchpause (12+)
- 2016 Giraffen summen. Uraufführung im Dschungel Wien. Diverse Gastspiele und Wiederaufnahmen.
- 2015 Da Saund of Music – Bonustrack bei Performance Brunch
- 2015 Gabi hat Glück (10+, UA im Dschungel Wien, Spleen*Graz etc.)
- 2015 Mim Zug (4+UA im Dschungel Wien, diverse Wiederaufnahmen, u. a. bei Lesofantenfest und bei Luagna und Losna)
- 2014 Da Saund of Music – hidden tracks im Dschungel Wien
- 2013 Das Orakel von schallundrauch im Dschungel Wien
- 2012 Da Saund of Music im Dschungel Wien
- 2011 6, Tanz/Performancestück im Dschungel Wien
- 2009 Mein Toaster spinnt, Tanz/Performancestück, Schäxpir-Festival Linz und Aufführungsserie im Dschungel Wien
- 2008 FLOP – a very bad and long performance, Tanz/Performancestück für junges Publikum ab 13, Dschungel Wien
- 2007 Nashörner – Tanzstück für junges Publikum ab 9, szene bunte wähne tanzfestival 2007
- 2005 Sonderangebot Performance, rent an angel 05, TanzQuartier Wien
- 2004 Warten auf Signore Gondolino Tanzstück für junges Publikum ab 6, szene bunte wähne tanzfestival 2004,
- 2002 Warten Tanzstück, Tavira Stadttheater, Portugal

## Preise und Auszeichnungen
- 2012 Stella12 (Darstellender.Kunst.Preis für junges Publikum) in der Kategorie „Herausragende Produktion für Jugendliche“ für das Stück "6"[6]
- 2016 Top-10-Liste der Theater Jahrescharts im Falter 2016 mit dem Stück „Rauchpause“.[7]
- 2018 Nominierung für STELLA für das Stück „Gott und die Welt“[8]
- 2020 Nominierung für STELLA für das Stück "Montag"[9]